# Tycherus stipator
Tycherus stipator là một loài tò vò trong họ Ichneumonidae.